# 柴田義松
柴田 義松（しばた よしまつ、1930年11月19日 - 2018年10月21日）は、日本の教育学者。東京大学名誉教授、日本カリキュラム学会代表理事、日本教育方法学会会長、総合人間学会代表幹事を歴任。専門は教授学。専攻は教育課程論を中心に教育方法論、国語教育論、教師教育論。ソビエト教育学の研究で有名であった。

## 生涯
1930年愛知県生まれ。名古屋大学教育学部卒業後、東京大学大学院人文科学研究科博士課程単位取得退学。1961年女子栄養大学教員、1975年東京大学教育学部助教授、のち同大学教授。東京大学退官後、1990年から1999年まで成蹊大学文学部教授。元東京大学教育学部附属中学校・高等学校校長。

## 業績
- コンスタンチン・ウシンスキーの研究、レフ・ヴィゴツキーの『思考と言語』、『精神発達の理論』の邦訳、教育内容・教科内容と教材の区別を提起したことでその後の教授学研究に革新をもたらした。
- 学習指導要領における「基礎」および「基本」に対する認識の重要性を説いた。
- 諸外国の教科書の量と質について比較分析を行い、日本の教科書の分厚さが詰め込み教育を招くという議論を否定した。
- 教育科学研究会（教科研）の活動にも参画し、同会に教授学部会を設けて斎藤喜博らと共に世話人を務めて主導的役割を果たした[注釈 1]。

## 著書
- 『現代の教授学』明治図書出版
- 『授業の基礎理論』明治図書出版、1971
- 『授業の原理』国土社、1974
- 『教授の技術　教授学入門』明治図書出版、1977
- 『教科教育論』（教育学大全集）第一法規出版、1981
- 『学び方を育てる先生』図書文化社、1992.4
- 『学び方の基礎・基本と総合的学習』(オピニオン叢書）明治図書出版、1998.11
- 『新学習指導要領の読みかた "自ら学び、自ら考える力"のゆくえを問う』あゆみ出版、1999.4
- 『学校知・学習観の転換がなぜ必要か』 (オピニオン叢書）明治図書出版、1999.10
- 『教育課程 カリキュラム入門』有斐閣コンパクト)2000.1
- 『21世紀を拓く教授学』明治図書出版、2001
- 『「読書算」はなぜ基礎学力か』明治図書出版、2003
- 『義務教育改革への提言』日本標準ブックレット 2006.4
- 『批判的思考力を育てる 授業と学習集団の実践』日本標準、2006.11
- 『ヴィゴツキー入門』子どもの未来社・寺子屋新書、2006
- 『柴田義松教育著作集』全8巻 学文社、2010

### 共編著
- 『授業の方法 新しい教師のために』糸井秀夫共著　明治図書出版、1967
- 「シリーズ・教育科学の新研究」全6巻　駒林邦男,滝沢武久共編　明治図書出版、1968-70
- 『教授学研究 1』斎藤喜博,稲垣忠彦共編集　国土社、1970
- 『資料ソビエト教育学 理論と制度』川野辺敏共編　新読書社、1976
- 『教育学を学ぶ 発達と教育の人間科学』 (有斐閣選書)竹内常一,為本六花治共編、1977.3
- 『教道徳教育の理論と実際』(教科教育双書）松本金寿共編　国土社、1980.5
- 『教育課程編成の創意と工夫』(現代教職研究双書)編著　学習研究社、1980.11-12
- 『何をどう教えるか 教材をめぐる教師と子どものドラマ (授業入門)』編　有斐閣、1982.7
- 『理科教育の理論と実際』(教科教育双書) 松本金寿共編　国土社、1983.1
- 『図工科教育の理論と実際』(教科教育双書) 松本金寿共編　国土社、1983.1
- 『小学校学級経営の創造』1～6年 藤田昌士共編　国土社、1983.6
- 『教科書 子どもにとってよい教科書とは』 (有斐閣選書) 編、1983.10
- 『総論教師の仕事』(シリーズ・教科教育法) 編　明治図書出版、1984.4
- 『人間・ヒトにとって教育とはなにか 教育人間学の試み』柴田義松 [ほか]著　群羊社、1985.1
- 『教育心理学』岸本弘共編著　学文社、1985.5
- 『教育原理』 (ポイント教育学)編著　学文社、1986.4
- 『学び方の基礎・基本』(現代教育問題シリーズ) 編　日本標準、1986.9
- 『社会科教育』(ポイント教育学) 臼井嘉一共編著　学文社、1987.5
- 『教育史』(ポイント教育学) 上沼八郎共編　学文社、1988.10
- 『発達と学習』岸本弘共編著　学文社、1990.3
- 『小学校教育技術全書 1』柴田義松 [ほか]編　ぎょうせい、1990.3
- 『教育の方法』(ポイント教育学)編著　学文社、1992.11
- 『道徳教育 理論と実際』編著　学文社、1992.10
- 『学校と社会 教育改革の時代の学校』編著　教職課程講座　ぎょうせい、1992
- 『教育課程』編著　放送大学教育振興会、1994.3
- 『シリーズ・授業づくりの理論』全3)柴田義松 [ほか]編　日本書籍、1994.4
- 『新・教育原理』(有斐閣双書) 編著、1996.1
- 『完全学校五日制下の教育課程』(教職研修総合特集. 新・管理職重点課題シリーズ) 編　教育開発研究所、1998.9
- 『社会・地歴・公民科教育法』臼井嘉一共編著　学文社、1999.4
- 『海外の「総合的学習」の実践に学ぶ』(総合的学習の開拓) 編著　明治図書出版、1999.6
- 『近現代教育史』斉藤利彦共編著　学文社、2000.3
- 『教育学を学ぶ』編著　学文社、2000.3
- 『教育の方法と技術』編著　学文社、2001.3
- 『教育課程論』編著　学文社、2001.3
- 『教科の「基礎・基本」と学力保障』全4巻 編　明治図書出版、2002.3
- 『発達と学習の心理』滝沢武久共編著　学文社、2002.4
- 『道徳の指導』編著　学文社、2002.4
- 『教職入門』山崎準二共編著　学文社、2003.3
- 『あたらしい国語科指導法』鶴田清司, 阿部昇共編著　学文社、2003.3
- 『教育実習ハンドブック』木内剛共編著　学文社、2004.3
- 『教職基本用語辞典』宮坂[ユウ]子, 森岡修一共編　学文社、2004.4
- 『教育の方法と技術』(教育学のポイント・シリーズ) 山崎準二共編　学文社、2005.4
- 『教育原論』(教育学のポイント・シリーズ) 山崎準二共編　学文社、2005.4
- 『教育心理学』(教育学のポイント・シリーズ) 宮坂[ユウ]子共編　学文社、2005.4
- 『教育史』(教育学のポイント・シリーズ) 斉藤利彦共編　学文社、2005.4
- 『大学生のための日本語学習法』鈴木康之, 鶴田清司共編　学文社、2005.4
- 『授業改革を目指す学習集団の実践』編著　明治図書出版、2005.8
- 『教育課程』(教育学のポイント・シリーズ) 編　学文社、2006.4
- 『現代の教育危機と総合人間学』(シリーズ総合人間学) 編　学文社、2006.11
- 『ヴィゴツキー心理学辞典』編著　新読書社、2007.6

### 翻訳
- シャルダコフ『学童心理学』 明治図書出版 1957
- ソヴェト連邦社会主義共和国科学アカデミー心理学研究所編 (島至らと共訳) 『ソヴェトの教科書 心理学』 全2冊 明治図書出版 1959
- カー・デー・ウシンスキー 『教育的人間学』 全2冊 明治図書出版 1960
- ヴィゴツキー『思考と言語 上下』 全2冊 明治図書出版 1962
- エヌ・デ・レヴィトフ (駒林邦男らと共訳) 『教育心理学』 新評論 1962
- メンチンスカヤ (三宅信一と共訳) 『算数教育の心理学』 明治図書出版 1962
- セチェノフ 『思考の要素』 明治図書出版 1964
- ソヴェト連邦社会主義共和国科学アカデミー心理学研究所編 (島至らと共訳) 『ソヴェトの教科書 心理学 新版 (現代心理学叢書)』 全2冊 明治図書出版 1965
- ウシンスキー 『ウシンスキー教育学全集』 全6巻 明治図書出版 1965 - 1967
- ヴィゴツキー 『精神発達の理論』 明治図書出版 1970
- * ヴィゴツキー（藤本文朗と共訳）「子どもの精神発達における遊びとその役割」『国民教育』 第9号 1971所収
- ヴィゴツキー (根津真幸と共訳) 『芸術心理学』 明治図書出版 1971
- ヤロシェフスキー (森岡修一らと共訳) 『心理学史』 明治図書出版 1973
- * エリ・イ・ノヴィコワ「集団における人格の教育」（海外教授学研究情報-1-ソビエト）『現代教育科学』 第18巻 4号 1975所収
- ヴィゴツキー (森岡修一と共訳) 『子どもの知的発達と教授』 明治図書出版 1975
- * エム・スカトキン「現代の授業に求められるもの」『現代教育科学』 第18巻 13号 1975所収
- ヴィゴツキー (森岡修一と共訳) 『児童心理学講義』 明治図書出版 1976
- A. B. ペトロフスキー 『発達教育心理学』 新読書社 1977
- D. V. コレソフほか (監訳) 『性の発達と教育』 新読書社 1981
- レヴィチン 『ヴィゴツキー学派-ソビエト心理学の成立と発展』 ナウカ社 1984
- ヴィゴツキー (監訳) 『心理学の危機-歴史的意味と方法論の研究』 明治図書出版 1987
- ペトロフスキー (監訳) 『心理学概説-集団と人格』 モスクワ・プログレス出版所 1987
- E. クヴャトコフスキー (根津真幸と共訳) 『ソビエトの美育』 モスクワ・プログレス出版所 1987
- L. アイダロワ (共訳) 『子供の精神発達と言語学習』 モスクワ・プログレス出版所 1989
- ヴィゴツキー (共訳) 『新児童心理学講義』 新読書社 2002
  - ヴィゴツキー（土井捷三と共訳）「文化的-歴史的精神発達の理論(第8章、第10章)」『ヴィゴツキー学』 第7巻 2006所収